# Eremura
Eremura är ett släkte av steklar. Eremura ingår i familjen brokparasitsteklar.
Kladogram enligt Catalogue of Life:
| Eremura | \| \| Eremura perepetshaenkoi \| \| \| \| \| \| Eremura turcmenica \| \| \| \| |
|         | \| \| Eremura perepetshaenkoi \| \| \| \| \| \| Eremura turcmenica \| \| \| \| |
|         | Eremura perepetshaenkoi                                                        |
|         |                                                                                |
|         | Eremura turcmenica                                                             |
|         |                                                                                |